# Stazione meteorologica di Falcade
La stazione meteorologica di Falcade è la stazione meteorologica di riferimento relativa alla località di Falcade.

## Coordinate geografiche
La stazione meteorologica è situata nell'Italia nord-orientale, nel Veneto, in provincia di Belluno, nel comune di Falcade, a 1.150 metri s.l.m. e alle coordinate geografiche 46°22′N 11°51′E.

## Dati climatologici
Secondo i dati medi del trentennio 1961-1990, la temperatura media del mese più freddo, gennaio, si attesta a -3,3 °C, mentre quella del mese più caldo, luglio, è di +15,5 °C .
| Falcade            | Mesi | Mesi | Mesi | Mesi | Mesi | Mesi | Mesi | Mesi | Mesi | Mesi | Mesi | Mesi | Stagioni | Stagioni | Stagioni | Stagioni | Anno |
| Falcade            | Gen  | Feb  | Mar  | Apr  | Mag  | Giu  | Lug  | Ago  | Set  | Ott  | Nov  | Dic  | Inv      | Pri      | Est      | Aut      | Anno |
| ------------------ | ---- | ---- | ---- | ---- | ---- | ---- | ---- | ---- | ---- | ---- | ---- | ---- | -------- | -------- | -------- | -------- | ---- |
| T. max. media (°C) | 1,1  | 3,7  | 6,9  | 11,0 | 15,7 | 19,1 | 21,6 | 21,2 | 18,5 | 13,7 | 6,3  | 1,6  | 2,1      | 11,2     | 20,6     | 12,8     | 11,7 |
| T. min. media (°C) | −8,3 | −7,2 | −3,7 | 0,3  | 4,4  | 7,8  | 9,3  | 9,2  | 6,7  | 2,5  | −2,1 | −6,5 | −7,3     | 0,3      | 8,8      | 2,4      | 1,0  |